# Apocephalus tanyurus
Apocephalus tanyurus är en tvåvingeart som beskrevs av Brown 2000. Apocephalus tanyurus ingår i släktet Apocephalus och familjen puckelflugor.
Artens utbredningsområde är Colombia. Inga underarter finns listade i Catalogue of Life.